# Американський олень чорнохвостий
Американський олень чорнохвостий (Odocoileus hemionus) — вид оленя роду Odocoileus, в природі мешкає на заході Північної Америки.